# Gejzer Fly
Gejzer Fly – gejzer usytuowany w Hualapai Valley w Nevadzie w Stanach Zjednoczonych.
Gejzer powstał w 1916 roku na skutek działalności człowieka. W trakcie poszukiwania wód gruntowych, które mogłyby umożliwić produkcję rolną, przypadkowo wykopano odwiert do zbiornika wód termalnych. Woda nadal wydobywa się z odwiertu, a rozpuszczone w niej minerały zaczęły się wytrącać, tworząc skałę o wysokości 3,7 metra. Obecnie woda wydostaje się na powierzchnię strumieniem o wysokości 1,5 m, a podłoże jest kolonizowane przez glony.